# Renegade Kid
Renegade Kid LLC ist ein US-amerikanisches Entwicklerstudio mit Sitz in Austin, Texas. Das Studio wurde 2007 von Gregg Hargrove und Jools Watsham gegründet – zwei Veteranen der Computerspielentwicklung, die zuvor für Iguana Entertainment (heute Acclaim Studios Austin) gearbeitet hatten.

## Spiele
| Jahr | Titel                        | Plattformen                                                                                    | Herausgeber                                    |
| ---- | ---------------------------- | ---------------------------------------------------------------------------------------------- | ---------------------------------------------- |
| 2007 | Dementium: The Ward          | Nintendo DS                                                                                    | Gamecock Media Group, SouthPeak Games          |
| 2009 | Moon                         | Nintendo DS                                                                                    | Mastiff, Gamebridge                            |
| 2010 | Dementium II                 | Nintendo DS                                                                                    | SouthPeak Games                                |
| 2011 | ATV Wild Ride                | Nintendo DS                                                                                    | Destineer                                      |
| 2011 | Face Racers: Photo Finish    | Nintendo 3DS                                                                                   | Majesco Entertainment                          |
| 2012 | Mutant Mudds                 | iOS, Microsoft Windows, Nintendo 3DS                                                           | Renegade Kid                                   |
| 2012 | Bomb Monkey                  | Nintendo 3DS                                                                                   | Renegade Kid                                   |
| 2012 | Planet Crashers              | Nintendo 3DS                                                                                   | UTV Ignition Games                             |
| 2013 | ATV Wild Ride 3D             | Nintendo 3DS                                                                                   | Renegade Kid                                   |
| 2013 | Mutant Mudds Deluxe          | iOS, Microsoft Windows, Nintendo Switch, PlayStation 3, PlayStation 4, PlayStation Vita, Wii U | Renegade Kid                                   |
| 2014 | Moon Chronicles              | Nintendo 3DS                                                                                   | Renegade Kid                                   |
| 2014 | Xeodrifter                   | Microsoft Windows, Nintendo 3DS, Nintendo Switch, PlayStation 4, PlayStation Vita, Wii U       | Renegade Kid, Gambitious Digital Entertainment |
| 2015 | Dementium Remastered         | Nintendo 3DS                                                                                   | Renegade Kid                                   |
| 2016 | Mutant Mudds Super Challenge | Microsoft Windows, Nintendo 3DS, Nintendo Switch, PlayStation 4, PlayStation Vita, Wii U       | Renegade Kid, Nighthawk Interactive            |
| 2017 | Treasurenauts                | Nintendo 3DS, Nintendo Switch                                                                  | Renegade Kid                                   |
| 2017 | ATV Renegades                | PlayStation 4, Xbox One                                                                        | Nighthawk Interactive                          |

### Unveröffentlicht
- Demon's Crest (Game Boy Advance)[2]
- Son of the Dragon (Wii)[3]
- Crash Landed (Nintendo DS)[4]
- Maximilian and the Rise of the Mutant Mudds (Nintendo DS)[5]
- Razor Global Domination Pro Tour (PlayStation 4, Wii U, Xbox One)[6]
- Cult County (macOS, Microsoft Windows, Nintendo 3DS, Linux, PlayStation 3, PlayStation 4, PlayStation Vita, Wii U, Xbox One)[7][8]
- Dementium II Remastered (Nintendo 3DS)[9]